# 겅잡종나이
 겅잡종나이 (광둥어: 薑汁撞奶, 월병: goeng1 zap1 zong6 naai5, 중국어 간체자: 姜汁撞奶, 병음: jiāng zhī zhuàng nǎi 장즈좡나이[*])는 광둥 요리의 후식이다. 생강, 우유, 설탕으로 만든다. 중국 남부 광저우시 판위구의 사완 고대마을 (沙湾古镇)에서 유래한 요리로 알려져 있다. 광저우 뿐만 아니라 포산, 중산, 주하이, 홍콩과 마카오 등지에서도 찾아볼 수 있다.

## 요리법
우선 묵은 생강을 작게 썬 뒤 곱게 간다. 간 생강을 체에 다시 갈아 생강즙을 그릇에 모아둔다. 다음으로 우유를 끓여서 설탕을 넣고 녹인 뒤, 불을 끄고 살짝 식힌다. 가능하다면 조리용 온도계를 우유에 꽂아 온도를 재는 것이 좋으며, 적정 응고온도는 70 °C이다. 식히는 동안 생강즙을 잘 저어준다. 우유 온도가 적정온도에 다다르면 우유를 재빨리 생강즙 가운데부터 붓는다. 2~3분 정도 기다리면 우유가 굳어서 숟가락으로 퍼먹을 수 있게 된다.

## 같이 보기
- 두부 푸딩